# Comté de Butler (Nebraska)
Pour les articles homonymes, voir Comté de Butler.
Le comté de Butler est un comté de l'État du Nebraska, aux États-Unis. Son siège est la ville de David City.